# Franco Negri
Franco Negri (n. San Martín, Provincia de Mendoza, Argentina; 20 de febrero de 1995) es un futbolista argentino. Juega de defensor para San Diego FC de la MLS.

## Biografía
Se inició en las inferiores de San Martín de Mendoza. Por cuestiones laborales, se tuvieron que ir a Tierra del Fuego. Desde allí, a los 14, le fue muy difícil adaptarse hasta que le encontraron un club que se llamaba “Los Cuervos del Fin del Mundo”, que es una filial de San Lorenzo, allí jugó un Argentino C y una invitación para la Copa Argentina, estuvo dos años hasta que el presidente le consiguió una prueba, estuvo dos semanas donde lo estuvo viendo Miguel Ángel Tojo y le dio el visto bueno y se quedó en la pensión del club.

## Estadísticas

### Clubes
- Actualizado hasta el 17 de agosto de 2025.

| Quilmes Argentina | 1.ª                 | 2016-17             | 12  | 0 | 1  | 0 | - | - | 13  | 0  | 0    |
| Quilmes Argentina | Total club          | Total club          | 12  | 0 | 1  | 0 | - | - | 13  | 0  | 0    |
| Independiente Rivadavia Argentina | 2.ª                 | 2017-18             | 18  | 0 | -  | - | - | - | 18  | 0  | 0    |
| Independiente Rivadavia Argentina | 2.ª                 | 2018-19             | 19  | 4 | 0  | 0 | - | - | 19  | 4  | 0.21 |
| Independiente Rivadavia Argentina | 2.ª                 | 2019-20             | 21  | 1 | 0  | 0 | - | - | 21  | 1  | 0.05 |
| Independiente Rivadavia Argentina | Total club          | Total club          | 58  | 5 | 0  | 0 | - | - | 58  | 5  | 0.09 |
| Belgrano Argentina | 2.ª                 | 2020                | 4   | 0 | -  | - | - | - | 4   | 0  | 0    |
| Belgrano Argentina | Total club          | Total club          | 4   | 0 | -  | - | - | - | 4   | 0  | 0    |
| Newell's Old Boys Argentina | 1.ª                 | 2021                | 14  | 0 | 10 | 2 | 4 | 0 | 28  | 2  | 0.07 |
| Newell's Old Boys Argentina | Total club          | Total club          | 14  | 0 | 10 | 2 | 4 | 0 | 28  | 2  | 0.07 |
| Godoy Cruz Argentina | 1.ª                 | 2022                | 20  | 0 | 12 | 0 | - | - | 32  | 0  | 0    |
| Godoy Cruz Argentina | Total club          | Total club          | 20  | 0 | 12 | 0 | - | - | 32  | 0  | 0    |
| Inter de Miami Estados Unidos | 1.ª                 | 2023                | 16  | 1 | 4  | 1 | - | - | 20  | 2  | 0.1  |
| Inter de Miami Estados Unidos | 1.ª                 | 2024                | 11  | 0 | 0  | 0 | 1 | 0 | 12  | 0  | 0    |
| Inter de Miami Estados Unidos | Total club          | Total club          | 27  | 1 | 4  | 1 | 1 | 0 | 32  | 2  | 0.06 |
| San Diego Estados Unidos | 1.ª                 | 2025                | 12  | 1 | 0  | 0 | 2 | 0 | 14  | 1  | 0.07 |
| San Diego Estados Unidos | Total club          | Total club          | 12  | 1 | 0  | 0 | 2 | 0 | 14  | 1  | 0.07 |
| Total en su carrera | Total en su carrera | Total en su carrera | 147 | 7 | 27 | 3 | 7 | 0 | 181 | 10 | 0.06 |
| (1) Las copas nacionales se refiere a la Copa Argentina y a la Copa de la Liga Profesional. (2) Las copas internacionales se refiere a la Copa Libertadores y a la Copa Sudamericana. (3) Media de goles por encuentro. No incluye goles en partidos amistosos. |                     |                     |     |   |    |   |   |   |     |    |      |

## Palmarés

### Títulos nacionales
| Título             | Equipo               | Sede           | Año  |
| ------------------ | -------------------- | -------------- | ---- |
| Supporter's Shield | Inter de Miami C. F. | Estados Unidos | 2024 |

### Títulos internacionales
| Título      | Club           | País           | Año  |
| ----------- | -------------- | -------------- | ---- |
| Leagues Cup | Inter de Miami | Estados Unidos | 2023 |